# Disalv
Disalv är en aprokryfisk kvinnlig runristare föreslagen av Erik Brate. Hennes namn - tiselfr 'Disälv' - står sist i inskriften på runstenen U 917 vid Jumkils kyrka i Uppland och i motsatt riktning mot resten av inskriften. Ett ensamstående namn kan i många fall vara namnet på runristaren, men i detta fall ligger det närmare till hands att namnet avser makan till den döde. Huvuddelen av inskriften lyder: "Ärnfast och Stenbjörn (och) Torsten lät (resa stenen) efter Jorund, sin fader."
Trots vad som ibland har påståtts i litteraturen är U 917 troligen ett verk av den kände ristaren Öpir.